# Какардица
Какардица (на гръцки: Κακαρδίτσα) е най-високия връх и същевременно най-високата северна част на планината Чумерка, част от Пинд. 